# 瓦西里·瓦西里耶维奇
瓦西里·瓦西里耶维奇（俄语：Василий Васильевич，1330年代—1362年）是一位卡申公国大公，其於1348年即位，他是特维尔大公國大公瓦西里·米哈伊洛维奇·卡申斯基和布良斯克公主伊莲娜的长子。瓦西里·瓦西里耶维奇沒有孩子，他的爵位由其弟弟繼承。